# Symfonie nr. 4 (Beethoven)
Ludwig van Beethovens symfonie nr. 4 in Bes majeur, opus nr. 60, werd gecomponeerd in 1806.

## Achtergrond
Het werk werd opgedragen aan Graaf Franz von Oppersdorff, een familielid van Beethovens beschermheer: Prins Lichnowsky. De graaf ontmoette Beethoven toen hij onderweg was naar Lichnowsky’s zomerhuis waar die op dat moment logeerde. Von Oppersdorff luisterde naar Beethovens symfonie nr. 2 in D majeur, en die stond hem zo aan dat hij Beethoven een aanzienlijk bedrag aan geld aanbood om voor hem een nieuwe symfonie te componeren. De opdracht luidt: "de Silesische edelman graaf Franz von Oppersdorf".

## Instrumentatie
De symfonie is geschreven voor 1 fluit, 2 hobo’s, 2 klarinetten in bes, 2 fagotten, 2 hoorns in bes en in es, 2 trompetten in bes en in es, pauken en strijkers.

## Delen
De symfonie heeft vier delen:
1. Adagio - Allegro vivace
2. Adagio
3. Allegro molto e vivace - Trio: allegro vivace - Un poco meno allegro
4. Allegro ma non troppo

en duurt ongeveer 33 minuten.

## Ontvangst
Hoewel alle negen symfonieën van Beethoven regelmatig worden uitgevoerd, wordt de Vierde minder vaak gespeeld. Robert Schumann omschrijft de symfonie nr. 4 als een "slanke Griekse maagd tussen twee Noorse goden", refererend aan de Derde en de Vijfde symfonieën, beide met een fenomenale reputatie.